# شهيد نظير
شهيد نظير (4 ديسمبر 1977 في باكستان - ) (بالأردوية: شاہد نذیر)‏ (بالإنجليزية: شاہد نذیر)‏ هو لاعب كريكت باكستاني. شارك في دورة ألعاب الكومنولث 1998. وشارك مع منتخب باكستان للكريكت.

## وصلات خارجية
- شهيد نظير على موقع إي آس بي آن كريك إنفو (الإنجليزية)